# Hagiosynodos kirchenpaueri
Hagiosynodos kirchenpaueri is een mosdiertjessoort uit de familie van de Cheiloporinidae. De wetenschappelijke naam van de soort is voor het eerst geldig gepubliceerd in 1867 door Heller.